# Consegna a domicilio
La consegna a domicilio (inglese: home delivery) è un servizio e consiste nel trasporto di una merce direttamente a casa del cliente.
La consegna a domicilio viene offerta da molte aziende ai loro clienti secondo una politica di assistenza alla clientela, come prestazione aggiuntiva, e per essa può essere richiesto un minimo contributo di rimborso spese oppure essere offerta gratuitamente. In questo secondo caso i costi fissi del servizio sono già stati ammortizzati all'interno del prezzo della merce venduta.
In molti casi, la consegna a domicilio costituisce la principale o l'unica modalità di distribuzione dei prodotti di un'azienda, ed è per questo spesso associato alla vendita per corrispondenza. 
Alcune aziende si sono specializzate come fornitrici del servizio e come tramite tra le aziende produttrici o distributrici e i clienti finali, come i servizi postali pubblici e privati.
I settori merceologici della consegna a domicilio sono praticamente tutti, da quello alimentare a quello dell'abbigliamento a quello di beni mobili di vario tipo.
I tempi di consegna variano a seconda delle indicazioni aziendali, in ogni caso sono definiti a priori. Alcune aziende che operano in territori ampi, nazionali o internazionali, permettono al cliente di controllare in tempo reale (su internet, o telefonicamente) la posizione della merce, per capire lo stato di consegna.